# Protomunda imitatoria
Protomunda imitatoria är en insektsart som beskrevs av Andrej Vasiljevitj Gorochov 2008. Protomunda imitatoria ingår i släktet Protomunda och familjen syrsor. Inga underarter finns listade i Catalogue of Life.